# Plagiolepis pictipes
Plagiolepis pictipes é uma espécie de formiga do gênero Plagiolepis, pertencente à subfamília Formicinae.